# Tren Lleuger (el Caire)
El Tren Lleuger del Caire ( àrab : القطار الكهربائي الخفيف) és una línia ferroviària de rodalies que uneix la ciutat del Caire amb la nova capital administrativa d'Egipte i la ciutat del 10é de Ramadà . El 3 de juliol de 2022 es va inaugurar una ruta inicial de 70 km formada per 12 estacions.
Actualment, una part del projecte continua en construcció, impulsat per una pacte entre l'Autoritat Nacional de Túnels d'Egipte i un consorci d'empreses constructores xineses. Es preveu que el sistema complet arribi a més de 100 km compti amb 19 estacions.

## Història
El projecte del Tren Lleuger va ser concebut pel govern egipci per tal d'enllaçar la nova capital administrativa amb l'actual capital del Caire. A més, el sistema va ser ideat per connectar d'altres noves comunitats urbanes a l'est del Caire, com ara 10é de Ramadà, Badr, Obour o El Shorouk. L'agost de 2017, l'Autoritat Nacional per a Túnels d'Egipte i un consorci format per les empreses China Railway Engineering Corporation i AVIC International van signar un contracte de 1.240 milions de dòlars per iniciar la construcció del projecte.
El 3 de juliol de 2022, es va inaugurar la línia en un acte al qual hi van assistir el president egipci Abdel Fattah el-Sisi i l'ambaixador xinès Liao Liqiang.

## Ruta
El sistema enllaça el Caire amb la ciutat del 10é de Ramadà i amb la Nova capital administrativa d'Egipte. La branca principal del sistema dóna servei a la ciutat del Caire a l'estació d'Adly Mansour, proporcionant un intercanviador amb la línia 3 del metro del Caire. La branca principal s'estén cap a l'est, donant servei a les noves comunitats urbanes d'El Obour, la Ciutat del Futur, El Shorouk, Nova Heliopolis i la ciutat de Badr. Passada l'estació de Badr les vies es bifurquen, amb una branca que vira cap al nord en direcció a la ciutat del 10é de Ramadà i una altra cap al sud vers a la nova capital administrativa. La branca nord actualment acaba a l'estació de Knowledge City, als afores de la ciutat del 10é de Ramadà. Un cop completades les properes fases, la línia arribarà finalment al centre d'aquesta ciutat.
La branca de la nova capital administrativa es dirigeix cap al sud, donant servei a l'Aeroport Internacional de la Capital abans d'arribar a l'estació final d'Arts and Culture City. Aquesta estació proporcionarà un intercanviador amb la línia de monorail El Caire-Nova capital administrativa. Més endavant, aquesta branca es perllongarà i donarà servei al complexe militar conegut com "Octàgon" i a la catedral de la Nativitat, abans d'acabar a la futura estació de tren d'alta velocitat de la Nova Capital Administrativa.

## Estacions
| Estació         | Obert               |
| --------------- | ------------------- |
| Adly Mansour    | 3 de juliol de 2022 |
| El-Obour        | 3 de juliol de 2022 |
| Futur           | 3 de juliol de 2022 |
| El-Shorouk      | 3 de juliol de 2022 |
| Nova Heliópolis | 3 de juliol de 2022 |
| Badr            | 3 de juliol de 2022 |

| Estació                       | Obert               |
| ----------------------------- | ------------------- |
| Parc Industrial               | 3 de juliol de 2022 |
| Ciutat del Coneixement        | 3 de juliol de 2022 |
| Oest del Ramadà               | En construcció      |
| 10é de Ramadà                 | En construcció      |
| Centre de la Ciutat de Ramadà | En construcció      |

| Estació                          | Obert               |
| -------------------------------- | ------------------- |
| El-Robaikey                      | 3 de juliol de 2022 |
| Hadayek al-Assema                | 3 de juliol de 2022 |
| Aeroport de la Capital           | 3 de juliol de 2022 |
| Ciutat de les Arts i la Cultura  | 3 de juliol de 2022 |
| Catedral de la Nativitat         | En construcció      |
| Octàgon                          | En construcció      |
| Ciutat Internacional de l'Esport | En construcció      |
| Capital central                  | En construcció      |